# کیپ‌سایز

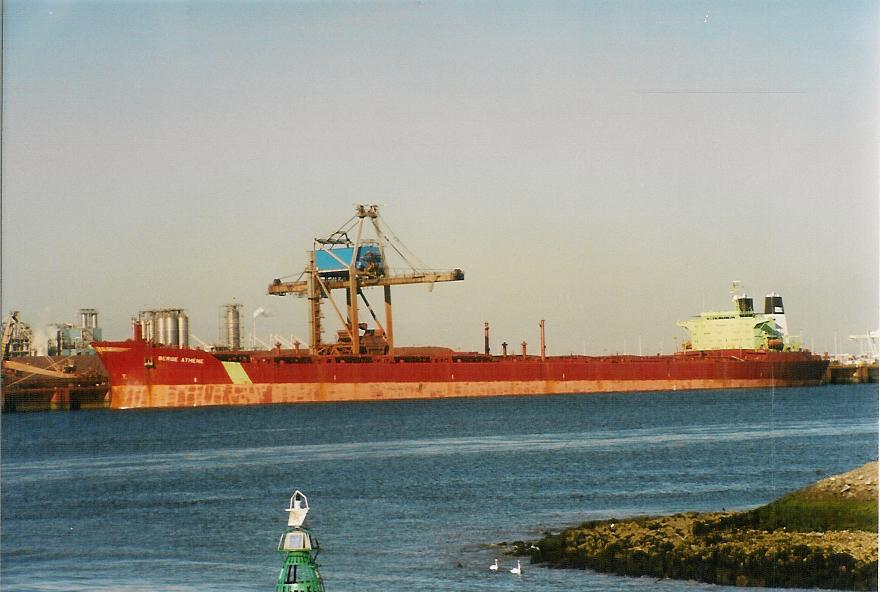
کشتی برگ آتن یک کشتی کیپ‌سایز که در سال ۱۹۷۹ میلادی ساخته شده است.

کشتی‌های کیپ‌سایز (به انگلیسی: Capesize) بزرگترین کشتی‌های باری هستند. بزرگی آن‌ها باعث می‌شود که نتوانند از کانال سوئز یا کانال پاناما عبور کنند بنابراین برای عبور در اقیانوس‌ها مجبورند دماغه آگولاس در جنوب آفریقا یا دماغه هورن در جنوب شیلی را طی کنند.

زمانی که کانال سوئز در سال ۲۰۰۹ عمیق تر شد بعضی از کشتی‌های کیپ‌سایز قادر به عبور از کانال بودند.
کشتی‌های کیپ‌سایز بیشتر فله‌بر هستند و برای حمل مواد معدنی مانند سنگ آهن و زغال سنگ استفاده می‌شوند. اصطلاح کیپ‌سایز برای تانکرها اعمال نمی‌شود. اندازه متوسط کشتی‌های کیپ‌سایز حدود ۱۵۶٬۰۰۰ تناژ وزن مرده است. اگرچه کشتی‌های بزرگتر تا ۴۰۰٬۰۰۰ تناژ وزن مرده نیز ساخته شده‌اند. ابعاد بزرگ و طرح‌های ژرف این کشتی‌های به این معنی است که تنها بزرگترین بنادر با ژرفای وسیع می‌توانند آنها را پشتیبانی کنند.